# Arjan Smit (acteur)
Adrianus Arjan Smit (Papendrecht, 27 maart 1977) is een Nederlands acteur en cabaretier. Hij is te zien in onder meer Sesamstraat, waarin hij sinds 2008 de rol van een soort jonge vader voor de poppen Pino, Tommie, Ieniemienie en Purk vervult.
Smit studeerde in 2003 af aan de acteursopleiding van de Hogeschool voor de Kunsten in Utrecht.
Daarnaast maakt hij samen met Chris King Perryman en Korneel Evers deel uit van cabarettrio Brokstukken. In 2005 stonden de drie tezamen in de finale van het Leids Cabaret Festival en in 2006 en 2010 wonnen zij de Cabaret Award in de categorie 'Grootst Aanstormend Talent'. In 2014 neemt hij de rol van kleine kapitein op zich in de musical De Kleine Kapitein.